# Mathilda Foy
Mathilda (eller Mathilde) Foy (eller Foj), född den 10 november 1813, död den 1 november 1869, är känd som en pionjär inom söndagsskoleverksamhet, som kristen välgörare och inte minst genom sitt samröre med Fredrika Bremer och "Fruntimmerssällskapet för fångars förbättring". "Mamsell Foy" var dotter till den brittiska generalkonsuln i Stockholm George Foy och hans svenskfödda hustru Mathilda Augusta Skoge.

## Medevi
Sommaren 1835 tillbringade Foy på Medevi brunn tillsammans med föräldrarna. Hennes dagbok ger en detaljerad inblick i brunnslivet, såväl de dagliga praktiska detaljerna som hennes tankar och känslor. Kulturhistorikern Gustaf Näsström återberättar i sin bok "Det gamla Medevi", en kärlekssaga ur dagboken som för tankarna till Jane Austen när hon skriver en roman om händelser i Bath.

## Diakonianstalten
År 1851 ingick Foy, tillsammans med bland andra Maria Cederschiöld som föreståndare, i styrelsen för Sveriges första diakonianstalt, som låg vid Gröna Tvärgatan 8 på Kungsholmen i Stockholm tills verksamheten år 1862 flyttades till Ersta på Södermalm.

## Fruntimmersällskapet för fångars förbättring
Mathilda Foy var grundare av "Fruntimmersällskapet för fångars förbättring", tillsammans med Fredrika Bremer, Maria Cederschiöld, Betty Ehrenborg och Emilia Elmblad, alla också engagerade i diakonianstalten. Trots en hel del motstånd från såväl prästerskapet som fängelsedirektionen, fick kvinnorna tillstånd år 1854 att besöka kvinnliga fångar "för att med bön, bibelläsning och uppbyggligt tal söka bringa tröst till de under rannsakning stående kvinnorna och om möjligt inverka på dem till det bättre" i en söndagsskola för undervisning och uppbyggnad. I en artikel skriven på engelska och utgiven på svenska först 1930, berättar Mathilda Foy om villkoren för fängelseverksamheten, hur de fick stötta och uppmuntra varandra för att övervinna alla motgånger och den egna rädslan. Av tre grupper kvinnliga fångar, tog först Betty Ehrenborg sig an lösdriverskorna, Maria Cederschiöld tjuvarna och Mathilda Foy barnamörderskorna ("Jag var glad att ha blivit av med herrar åhörare [pastorn och fängelsedirektörn], men kände det kusligt att befinna mig ensam bland 120 barnamörderskor"). Fredrika Bremer verkade där hon behövdes, och när den gifta Betty Ehrenborg var borta tog hon lösdriverskorna, hos vilka hon stortrivdes och t.o.m. identifierade sig med:
| ” | hade det inte varit för min uppfostran och samhällsställning, hade jag kanske hört till deras anhang. Jag tror inte att jag skulle ha mördat mina barn eller någon annan människa, ej heller skulle jag stulit, det synes mig så lumpet. Men springa omkring på gatorna och skråla och gräla, dricka mig full, nyttja fula ord och okväda polisen; se det hade varit något i min väg. Det hade jag tyckt vara roligt! | „ |

Foy skriver att Maria Cederschiöld kom med nyheterna att "Tillståndet gäller speciellt mamsell Bremer, fröken Ehrenborg, dig och mig" Den femte, Emilia Elmblad, nämns inte alls i artikeln,men Foy nämner att Bremer, med sin egen stil, lade till ett par andra damers namnteckningar, "som troligen aldrig hört talas om saken", på den kopia av böneskriften som förelades statsråden:"Fredrika Bremers person var alltför aktad, hennes naivitet i praktiska ting för väl känd för att hon skulle bli skylld för namnförfalskning.".

## Mormor på Herrestad
År 1855 beskriver Foy sin första missionsbön hos "Mormor på Herrestad", Emilie Petersen:
| ” | …hela gården var full av folk, hundratals människor, en folkfest som varade nära tre dagar och som omväxlade med sång, bön och läsning. Det var en vacker anblick. Alla dessa uppmärksamma ansikten vända åt ett håll, och omkring dem den sköna ramen av frisk nordisk natur, präktiga träd, lindar, ekar och den vackra hängbjörken, så allmän i Småland. I bakgrunden såg man Herrestads malmrika sjö och en klar nordisk himmel. Det var en tavla av stor skönhet, men huvuddraget i tavlan var dock att den var helgad genom Hans närvaro, som i skriften kallas "ett blomster i Saron", "en lilja i dalen". | „ |

År 1858 utkom fyra anonyma småskrifter, 32 sidor vardera i litet format 100 x 67 mm, på kantorn P. Palmquists (död 1887) förlag, däribland "Mormor på Herrestad". Där berättar Foy hur det inte gick att vara sysslolös hos Petersen: "Man liksom fördes af en ström och man skämdes, om man ej hade brådtom." Hon skulle leta rätt på sex bibelspråk med ordet 'hufvud' i för att sy på sex små mössor, "hvilka skola sändas till Lappland till de fattiga barnen i skolorna der", när hon hittade elva bibelord var det inte fråga om att välja sex av dem, utan att sy fem mössor till…
Foy berättar också hur Petersen blev hovleverantör, att hon med hjälp från sitt hemland Tyskland startade en arbetsförening i en tid av svår hungersnöd, och hur kungen Karl Johan - eftersom det utan hans vetskap stod i utländska tidningar att Sveriges nöd krävde utlandshjälp - skickade landshövdingen för att undersöka hur det stod till; resultatet av landshövdingens rapport var att kungen lade en beställning av väv för 1 500 riksdaler årligen så länge han levde och hon fortfor med sin arbetsförening.
1853–59 skrev Foy om Emilie Petersen och hennes insatser i den engelska tidskriften Evangelical Christendom.

## Jämtland och Norge
1868 reste Mathilda Foy med Maria Cederschiöld till Jämtland och Norge, där en diakonianstalt upprättades.

## Böcker och andra skrifter
- 1858-60 redaktör för Christelig månadsskrift för barn, kantorn P. Palmquist förlag (död 1887); diverse bidrag under pseudonym 'Tante Ester'[16]
- 1858 Mormor på Herrestad, 32 s, Utgifven af P. Palmquist. Sthm
- 1858 Missionsbönerna på Herrestad, 32 s, Utgifven af P. Palmquist. Sthm
- 1860 Din tid är Herrans! Ett bref från Götheborg af M. F., Utgifven af P. Palmquist. Sthm, P. P. Elde & c,. [Projekt Runeberg]
- 1865 Alpernas Israel, eller Valdenserna förr och nu / af M.F. [efter Alexis Muston, L’Israel des Alpes, Paris 1852]
- 1866 Fru Lawsons hem, af M. F. Utgifwen af P. Palmquist, Sthm, A. Holmberg & s.,
- 1866 Ingen krona för mig! Bearbetning från franskan af M.F., P. Palmquist. Sthm, A.Holmberg & c.

## Betydelse för eftervärlden
Idag räknas Mathilda Foy bland 300 Schwedische Personlichkeiten, hon finns med i förteckningen Commemoratives of Famous Women, samt är ett av "Trenne namn man sätter gärna vid sidan av Fredrika Bremer i förbindelse med 1850-talets kristligt betonade valgörenhetsarbete", jämte Maria Cederschiöld och Betty Ehrenborg